# Landschaftsschutzgebiet Freiflächen um Leitmar

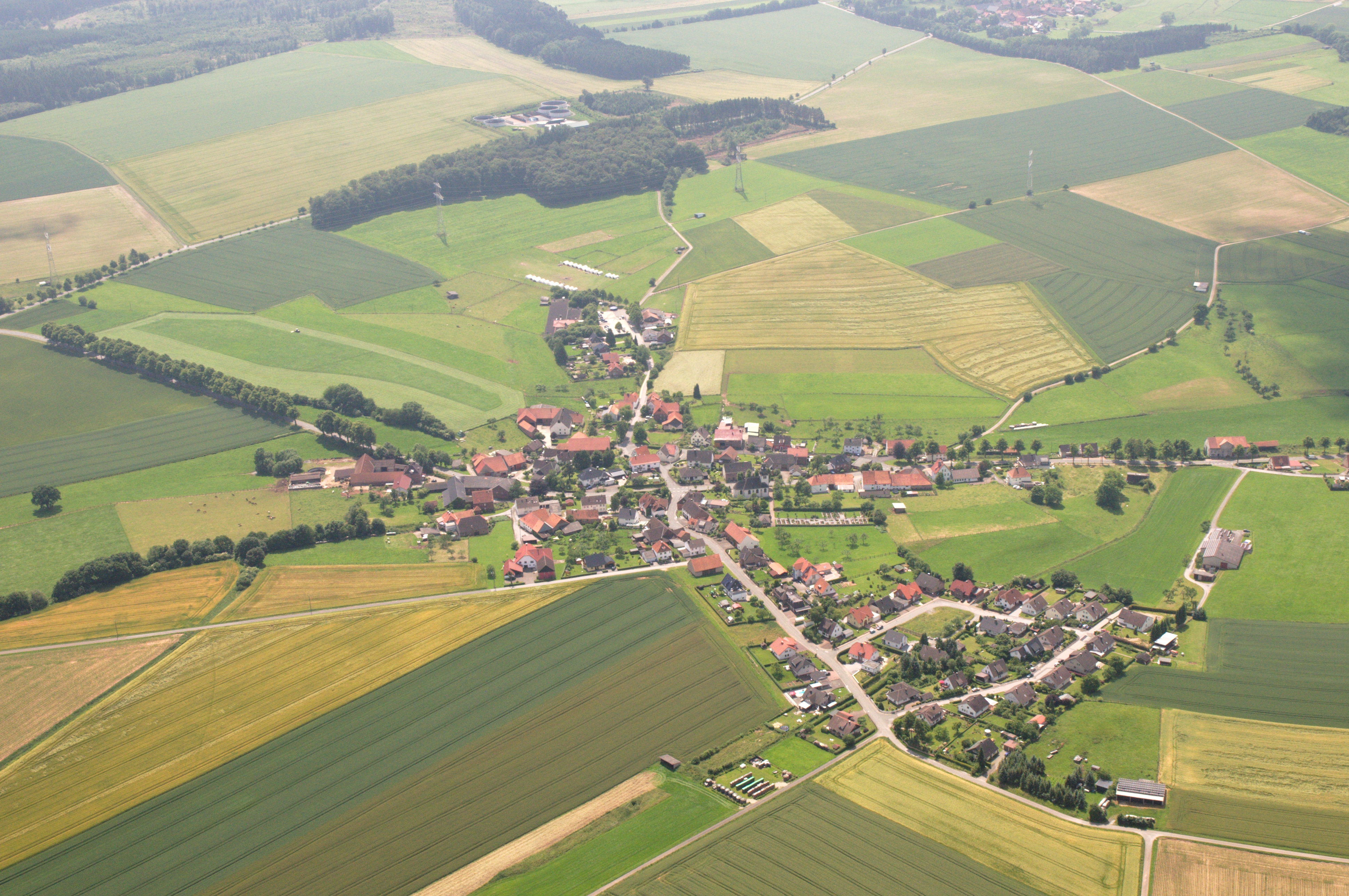
Leitmar mit dem Landschaftsschutzgebiet Freiflächen um Leitmar ums Dorf

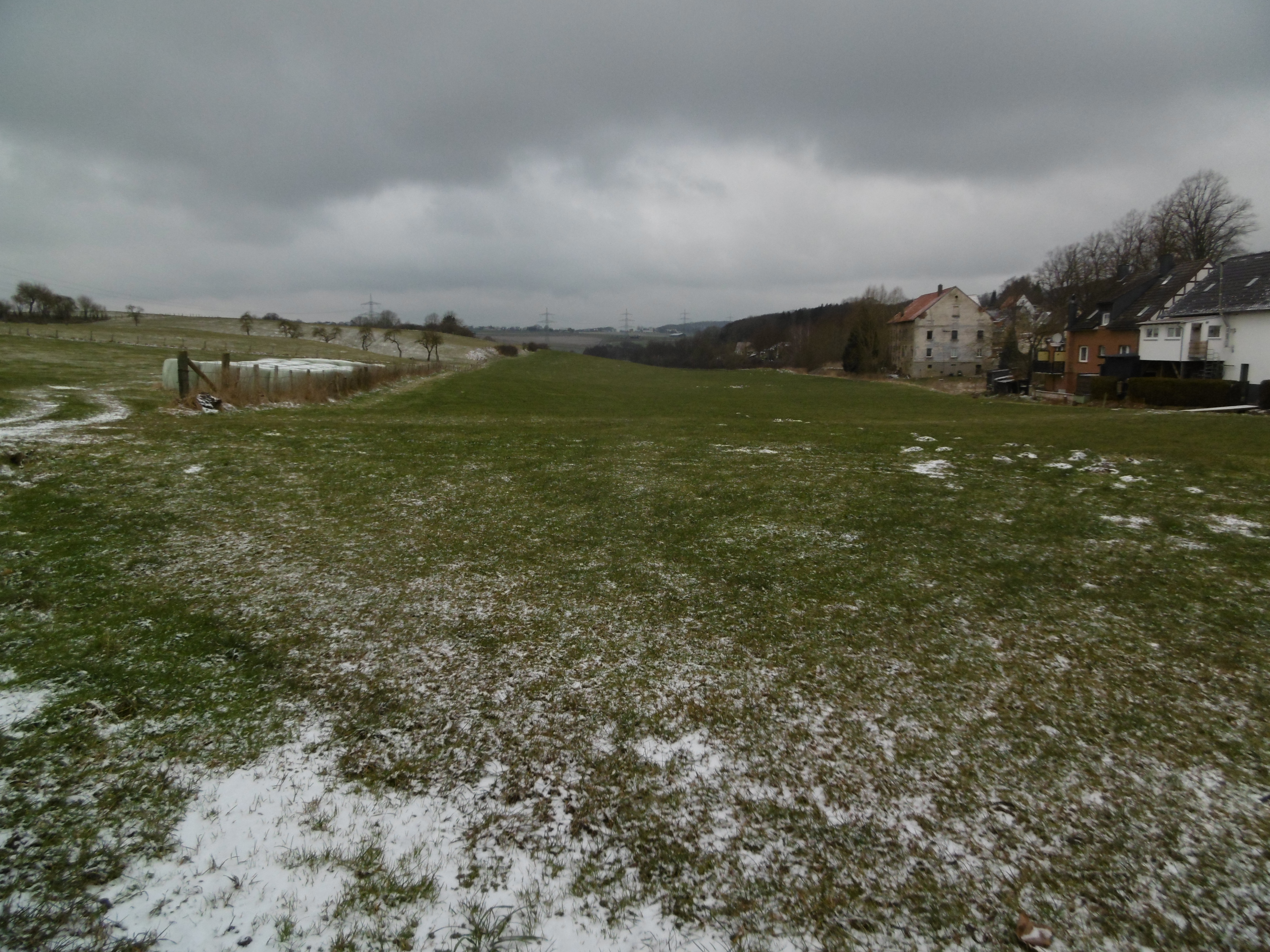
Landschaftsschutzgebiet Freiflächen um Leitmar

Das Landschaftsschutzgebiet Freiflächen um Leitmar mit 209,92 ha liegt im Stadtgebiet von Marsberg um Leitmar und im Hochsauerlandkreis. Das Gebiet wurde 2008 mit dem Landschaftsplan Marsberg durch den Kreistag des Hochsauerlandkreises als Landschaftsschutzgebiet (LSG) ausgewiesen. Das LSG wurde als Landschaftsplangebiet vom Typ B, Ortsrandlagen, Offenland- und Kulturlandschutz, ausgewiesen. 

## Beschreibung
Im LSG befinden landwirtschaftliche Offenlandbereiche mit Grünland und Acker. Das Naturdenkmal Hagedorn, der Geschützte Landschaftsbestandteil Obstwiese an der Hünenburg, der Geschützte Landschaftsbestandteil Allee an der L 549, der Geschützte Landschaftsbestandteil Hecke und Hohlweg am Mühlenfeld, der Geschützte Landschaftsbestandteil Magerweide bei Leitmar, und der Geschützte Landschaftsbestandteil Hohlweg südlich Leitmar werden vom LSG umschlossen. Der östliche der beiden Glinde-Quellbäche liegt im Landschaftsschutzgebiet östlich vom Dorf. 

## Schutzzweck
Die Ausweisung erfolgte zur Sicherung der Vielfalt und Eigenart der Landschaft im Nahbereich der Ortslagen und der alten landwirtschaftlichen Vorranggebiete durch Offenhaltung. Ferner wegen der besonderen Bedeutung für die Erholung.

## Rechtliche Vorschriften
Wie in den anderen Landschaftsschutzgebieten im Stadtgebiet besteht im LSG ein Verbot Bauwerke zu errichten. Vom Verbot ausgenommen sind Bauvorhaben für Gartenbaubetriebe, Land- und Forstwirtschaft. Die Untere Naturschutzbehörde kann Ausnahme-Genehmigungen für Bauten aller Art erteilen. Wie in den anderen Landschaftsschutzgebieten vom Typ B in Meschede besteht im LSG ein Verbot der Erstaufforstung und Weihnachtsbaum-, Schmuckreisig- und Baumschul-Kulturen anzulegen. Es besteht das Gebot das LSG durch landwirtschaftliche Nutzung oder geeignete Pflegemaßnahmen von Bewaldung frei zu halten.